# Parlement du Burundi
Le Parlement du Burundi (en kirundi : Abashingamateka)
est l'organe législatif bicaméral de la république du Burundi. Ses deux chambres sont :
- L'Assemblée nationale, la chambre basse ;
- Le Sénat, la chambre haute.